# Borgate ufficiali di Roma
Le borgate ufficiali di Roma sono insediamenti di edilizia popolare realizzati dal 1930 al 1937 nell'Agro romano, allora lontani dal centro abitato, e in deroga al piano regolatore.
Rispetto alle borgate abusive (case solitamente auto-costruite dagli abitanti su terreni privati) e ai "borghetti" (agglomerati spontanei di baracche in periferia, spesso lungo gli acquedotti antichi), quelle ufficiali furono espressamente pianificate dal Governatorato di Roma e dall'allora Istituto Fascista Autonomo Case Popolari (IFACP), in linea con il programma del regime fascista di decentrare la popolazione in aree rurali e allontanare dai centri urbani le fonti di possibili tensioni politico-economiche.

## Caratteristiche

Una veduta di Tiburtino III (ca. 1940)
In lontananza, in alto a sinistra, la Borgata Pietralata

Le borgate vennero attuate come soluzione economica e veloce per risolvere il problema dell’alloggio e al contempo isolare le categorie più emarginate (baraccati, sfrattati, disoccupati, lavoratori saltuari, immigrati), le cui caratteristiche sociali, morali e politiche contrastavano con l’immagine nuova e grandiosa che il regime fascista voleva imprimere alla "Terza Roma" come centro propulsivo del paese.
Lo scopo iniziale fu quello di dare una sistemazione sia ai romani che vivevano nei nuclei di baracche formatisi in varie parti della città, sia agli immigrati che dalle regioni limitrofe venivano a cercare lavoro nella Capitale. Successivamente le borgate furono utilizzate anche per trasferirvi parte dei residenti delle zone del centro storico oggetto di demolizioni e trasformazioni urbanistiche.
A rimarcare l'isolamento, anche il carattere dei nuovi alloggi: costruite con materiale spesso scadente, con configurazioni ripetitive e con planimetrie squadrate prive di qualsiasi elemento caratteristico, inserite in un contesto topografico assolutamente anonimo, le nuove borgate ufficiali rappresentavano una specie di corpo estraneo alla città, dalla quale erano tenute distanti e persino sotto controllo dai vicini forti militari. Le palazzine di appartamenti erano di solito a due o tre piani fuori terra, e più raramente (soprattutto a Val Melaina) quattro o persino cinque. 

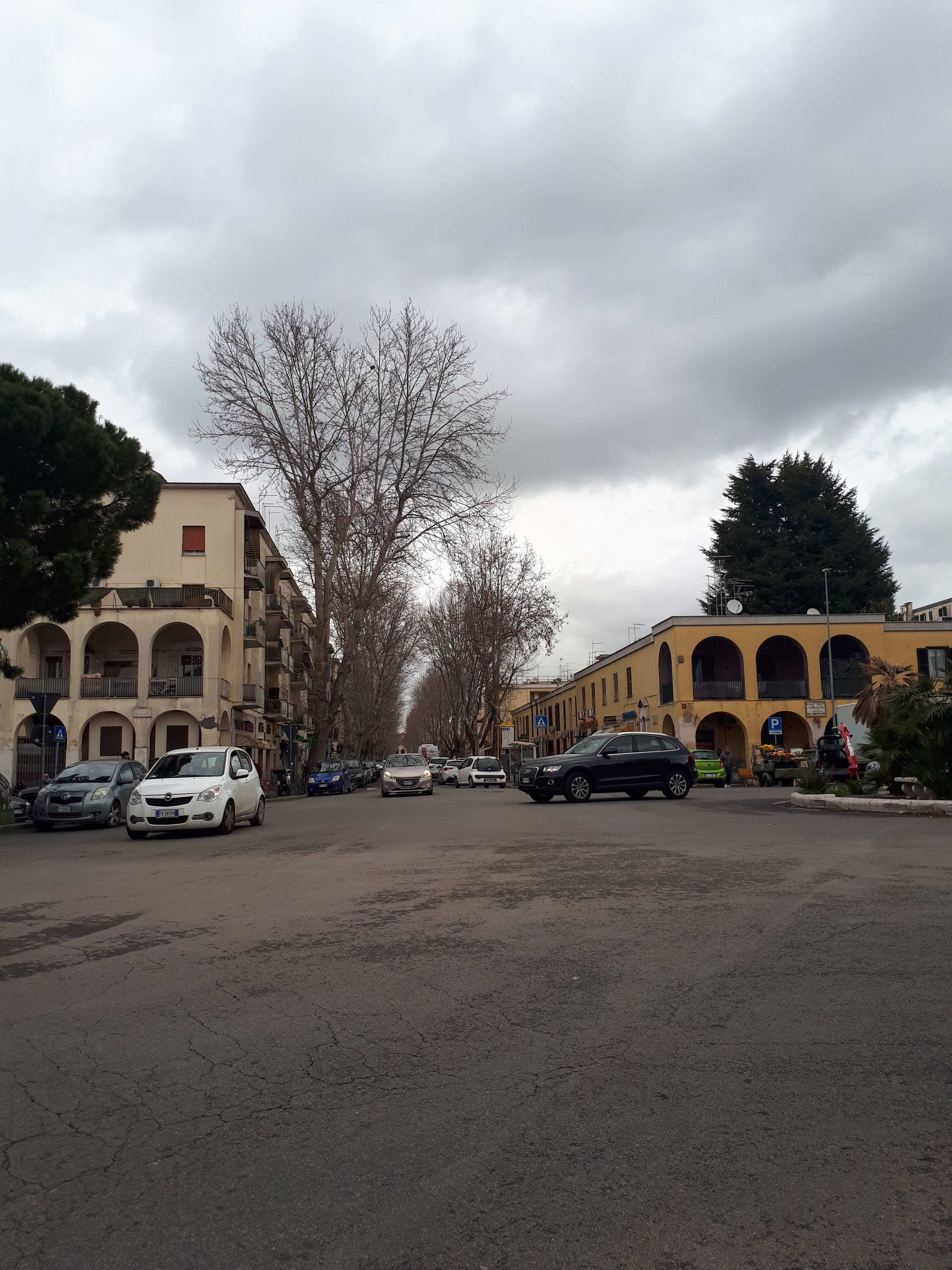
Piazza Clemente XI a Primavalle. I due edifici che si vedono sono stati i primi costruiti nella nuova borgata.

L'immagine che l'edilizia popolare elaborata da Mussolini e dai suoi architetti tentava di riprodurre era quella di "piccoli paesi", in maniera simile ad alcune parti dei quartieri Flaminio e Trieste o della Garbatella. Tuttavia all'inizio erano scarsi i centri di aggregazione, così come i luoghi dove svolgere attività sociali, e i collegamenti con il centro della città molto difficili.

## Storia
Le prime borgate furono quelle realizzate dal Governatorato a Prenestina, Teano e Primavalle, con materiali scadenti e costruzione veloce, seguite dai piccoli insediamenti di "casette rapide" prefabbricate a Sette Chiese e Cessati Spiriti, e dalle borgate di qualità ancora peggiore a Gordiani, Tor Marancia e Pietralata. Nel corso degli anni 30 l'IFACP subentrò nella gestione di queste e costruì nuovi nuclei di "case popolarissime", di edilizia migliore, in alcuni casi a fianco di borgate preesistenti: in ordine cronologico a Val Melaina, Pietralata, Tiburtino III, Primavalle, Trullo, Tufello, Quarticciolo, Acilia e San Basilio.
Nel secondo dopoguerra, l'espansione urbanistica di Roma finì per inglobare nel suo sviluppo anche  le borgate ufficiali. Nondimeno, alcune sono tuttora riconoscibili per via del differente stile costruttivo e planimetrico rispetto ai fabbricati limitrofi. A partire dagli anni settanta furono effettuati interventi di recupero (eccetto che per la borgata Prenestina, che fu interamente demolita), consistenti sia nell'abbattimento dei vecchi fabbricati con conseguente ricostruzione, come a Tiburtino III, sia ove possibile nella ristrutturazione radicale degli edifici preesistenti e nella costruzione dei servizi sociali e culturali precedentemente mancanti.

## Le borgate
Furono realizzate 12 borgate ufficiali, in senso orario da ovest:
- Primavalle tra le vie Trionfale e Boccea
- Val Melaina oltre Montesacro
- Tufello oltre Montesacro
- San Basilio tra le vie Tiburtina e Nomentana
- Pietralata lungo la via Tiburtina
- Tiburtino III lungo la via Tiburtina
- Prenestina tra le vie di Portonaccio e Prenestina (non più esistente)
- Quarticciolo tra le vie Lucera (attuale tratto di viale Palmiro Togliatti) e Prenestina
- Gordiani in via dei Gordiani e via Teano
- Tor Marancia lungo l'odierna via Cristoforo Colombo
- Trullo tra le vie della Magliana e Portuense
- Acilia lungo la via del Mare verso Ostia